# 雌駝龍屬
雌駝龍屬（意為「來自 Ingen Khoboor 的旅人」）又名母駝龍，是偷蛋龍科恐龍的一屬，身長約 1.4 至 2 公尺長，體重約 25 公斤重，生存於上白堊紀（約七千萬年前）的蒙古南部。
雌駝龍目前僅發現少數標本，發現於耐梅蓋特組的 Bugin Tsav 地層，當地還發現了單爪龍的正模標本。其標本包含手臂、腿部、骨盆、肩帶、部分頭骨、少數脊椎，但還沒完全敘述。雌駝龍屬於偷蛋龍科，其恥骨有向前的柄部，下頜的邊緣為大幅S狀彎曲，口鼻部短，頭頂圓形，顱頂骨頭癒合。有些化石的胸骨中線癒合，形成短隆線。

## 詞源

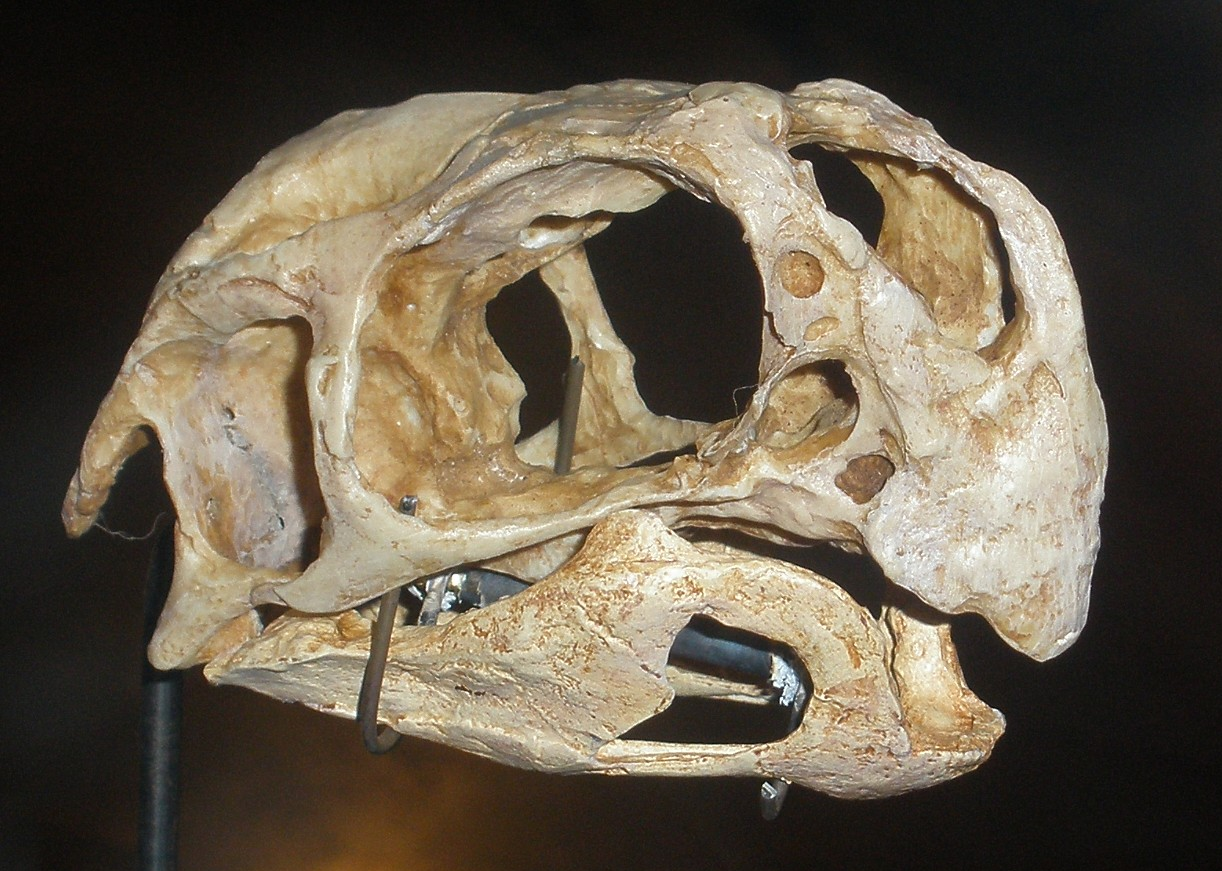
雌駝龍的頭顱骨

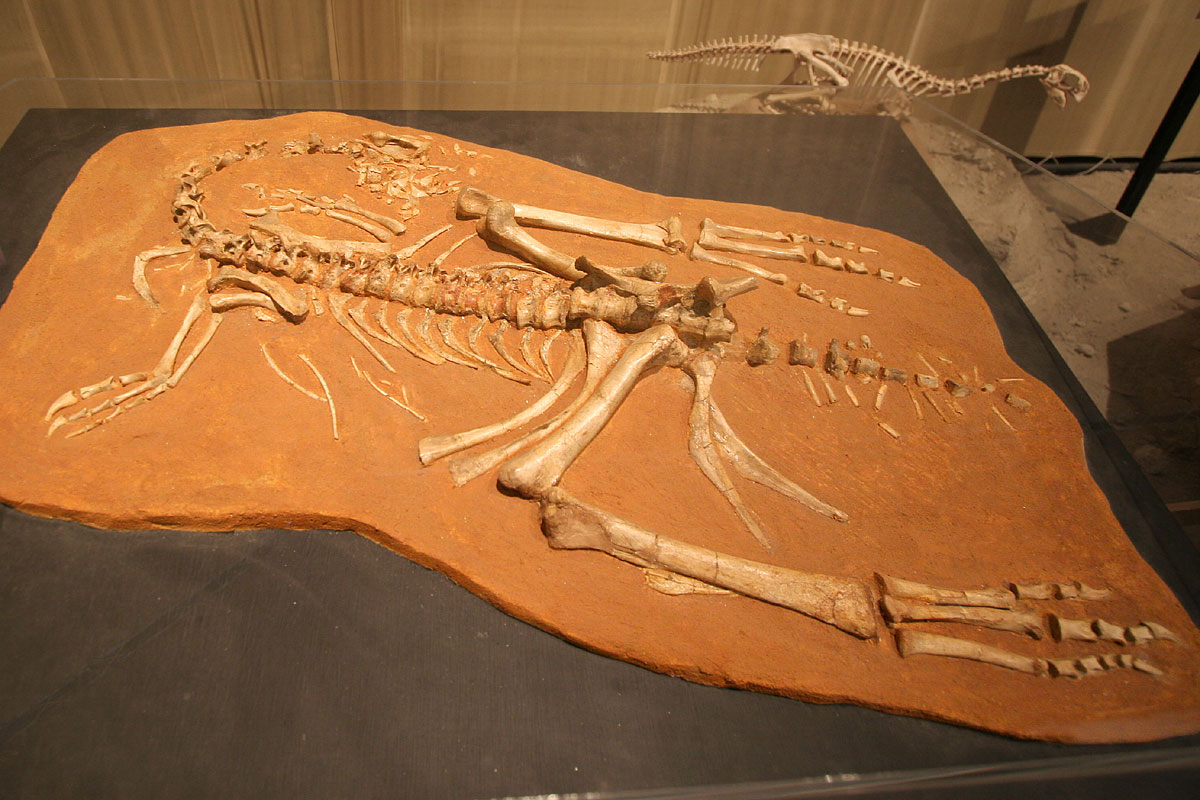
雌駝龍的化石

早期雌駝龍的學名為 Ingenia，意為「來自 Ingen Khoboor 的」，是按發現地而取的；種名則是以蘇聯聖彼得堡俄羅斯科學院的 Aleksandr Leonidovich Yanshin 為名，他曾在這次挖掘活動中對瑞欽·巴思缽（Rinchen Barsbold）提出建議，然而有些中文書籍誤認學名意為「機靈的」，而翻成機靈龍。但是，最近才發現這個學名已被線蟲動物門的一屬所有，由於本屬較晚使用，使得這個學名無效，目前則以 Ajancingenia 代之，學名是由蒙古文 аянч （意為「旅行者」，是指特大的指骨，像是豎起大拇指請求搭便車的手勢）與舊學名組成。

## 外部連結
- 恐龍博物館──雌駝龍